# Carl J. Meade
Pour les articles homonymes, voir Meade.
Carl Joseph Meade est un astronaute américain né le 16 novembre 1950.

## Vols réalisés
Il réalise 3 vols en tant que spécialiste de mission :
- 15 novembre 1990 : Atlantis STS-38
- 25 juin 1992 : Columbia STS-50
- 9 septembre 1994 : Discovery STS-64